# Arrondissement Châteaulin
Arrondissement Châteaulin je správní územní jednotka ležící v regionu Bretaň ve Francii. Člení se dále na 7 kantonů a 61 obcí.

## Kantony
- Carhaix-Plouguer
- Châteaulin
- Châteauneuf-du-Faou
- Crozon
- Le Faou
- Huelgoat
- Pleyben